# サルティーヨ・サラペメーカーズ
サルティーヨ・サラペメーカーズ (英語: Saltillo Sarape Makers、サラペロス・デ・サルティージョ (スペイン語: Saraperos de Saltillo) は、メキシコ合衆国コアウイラ州サルティーヨに本拠地を置くリーガ・メヒカーナ・デ・ベイスボルのプロ野球チームである。
本拠地球場はエスタディオ・フランシスコ・I・マデロ。マイナーリーグAAAクラスを与えられている。
1970年にリーガ・メヒカーナ・デ・ベイスボルのチームとなり、過去に3度のリーグ優勝を果たしている。